# William Beier
William Beier (Manilla, 2 november 1982) is een op de Filipijnen geboren Duitse kunstschaatser.
Beier was actief in het ijsdansen en zijn vaste sportpartner was zijn zus Christina Beier en zij werden gecoacht door Martin Skotnicky. Geboren als zoon en dochter van een Filipijnse moeder en een Duitse vader trokken Christina en William op respectievelijk 6- en 7-jarige leeftijd naar Duitsland. Een aantal familieleden werkten op de ijsbaan van Chemnitz en zodoende werden broer en zus uitgenodigd om eens te komen schaatsen. Zes jaar later verlieten ze hun familie in Chemnitz en trokken ze naar Dortmund vanwege de betere faciliteiten aldaar. In 2004 wilden ze meedoen aan de NHK Trophy in Japan, maar tijdens de reis ernaartoe raakte hun bagage met daarin hun schaatsen zoek.
Het seizoen 2006/07 ging verloren wegens een langdurige blessure van Christina. Het seizoen 2008/09 schaatste het duo beide met een andere partner, Christina met Tim Giesen en William met Stefanie Frohberg. In het seizoen 2009/10 namen ze weer gezamenlijk aan de toernooien deel. In augustus 2010 maakten De Beiers bekend dat ze hun carrière zouden beëindigen wegens gezondheidsproblemen.
| records                | punten | datum      | toernooi          |
| ---------------------- | ------ | ---------- | ----------------- |
| Hoogste totaalscore    | 154.94 | 24-03-2006 | WK 2006           |
| Hoogste verplichte kür | 31.48  | 28-10-2004 | Skate Canada 2004 |
| Hoogste originele kür  | 48.45  | 21-01-2010 | EK 2010           |
| Hoogste vrije kür      | 78.45  | 24-03-2010 | WK 2006           |

## Belangrijke resultaten
| Kampioenschap           | 2000 | 2001 | 2002 | 2003 | 2004   | 2005 | 2006 |  | 2008 |  | 2010 |
| ----------------------- | ---- | ---- | ---- | ---- | ------ | ---- | ---- |  | ---- |  | ---- |
| Olympische Winterspelen |      |      |      |      |        |      |      |  |      |  | 18e  |
| Wereldkampioenschap     |      |      |      |      |        | 20e  | 13e  |  |      |  |      |
| Europees Kampioenschap  |      |      |      |      | 16e    | 15e  | 13e  |  | 15e  |  | 15e  |
| Nationaal kampioenschap |      |      |      |      | Zilver | Goud | Goud |  | Goud |  | Goud |
| WK junioren             | 15e  |      | 11e  | 5e   |        |      |      |  |      |  |      |
| NK junioren             |      | Goud | Goud |      |        |      |      |  |      |  |      |